# Conostylis argentea
Conostylis argentea là một loài thực vật có hoa trong họ Huyết bì thảo. Loài này được (J.W.Green) Hopper mô tả khoa học đầu tiên năm 1987.